# Clemens Rehm

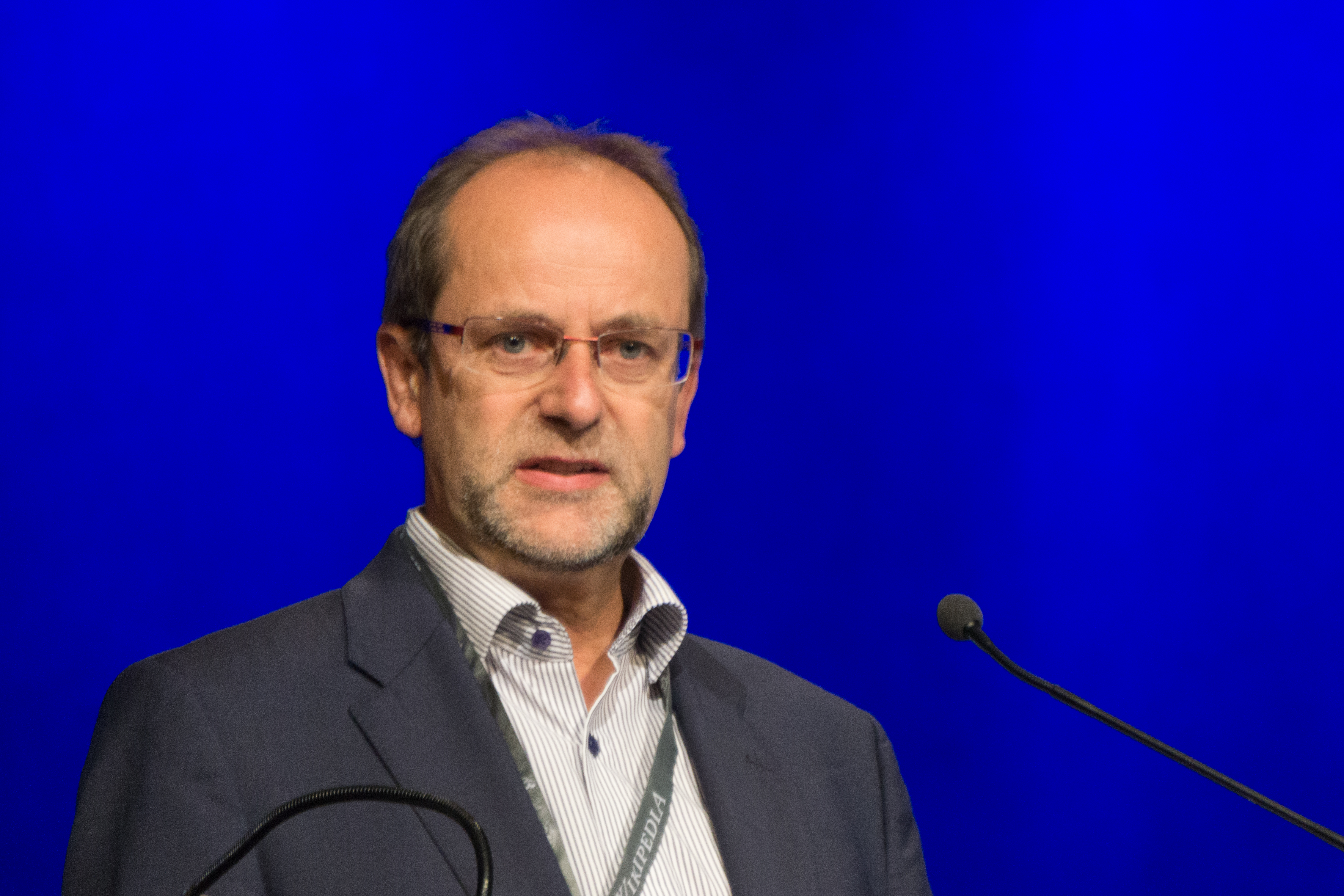
Clemens Rehm

Clemens Rehm (* Juni 1959 in Münster) ist ein deutscher Archivar und Historiker.

## Leben und Wirken
Clemens Rehm wurde nach dem Studium der mittelalterlichen und neueren Geschichte, Soziologie und Ethnologie an den Universitäten Freiburg und Münster 1984 mit einer Arbeit zur Rolle der Katholischen Kirche in der Revolution 1848/49 promoviert. Nach der Konzeption, Organisation und Durchführung von Ausstellungen im Stadtarchiv Freiburg (u. a. Die Zähringer 1986) durchlief er das Archivreferendariat an der Archivschule Marburg. Nach Tätigkeiten im Generallandesarchiv Karlsruhe wechselte er 2006 an die Zentrale des Landesarchivs Baden-Württemberg nach Stuttgart. Von 2010 bis 2023 leitete er dort die Grundsatzabteilung, zuletzt als Stellvertretender Präsident. Inhaltliche Schwerpunkte setzte er an den Schnittstellen zwischen Archiv und Gesellschaft. So rief er die seit 1999 jährlich stattfindende Karlsruher Tagung für Archivpädagogik ins Leben, publizierte im Bereich des Archivrechts u. a. das Handbuch Archivrecht für die Praxis, forderte eine ausreichende Überlieferungsbildung auch nicht-amtlicher Dokumente sowie eine Intensivierung des archivischen Kulturgutschutzes. Rehm begründete wiederholt die systemrelevante Rolle der Archive als Gedächtnisinstitution für eine demokratische Gesellschaft und das „Recht auf Erinnerung“. Er war maßgeblich am Zustandekommen des Themenportals Wiedergutmachung nationalsozialistischen Unrechts des Bundesministeriums der Finanzen beteiligt. Seit 2023 befindet er sich im Ruhestand.
Er war von 2001 bis 2013 im Vorstand des Verbandes deutscher Archivarinnen und Archivare, 2009–2013 dessen erster Stellvertretender Vorsitzender. Von 2001 bis 2007 lehrte er Archivwesen mit Lehrauftrag an der Universität Karlsruhe. Rehm war 2017 Gründungsmitglied der Arbeitsgemeinschaft Orte der Demokratiegeschichte und bis 2023 Mitglied im SprecherInnenrat der Arbeitsgemeinschaft. Er wurde 2023 zum Mitglied des Wissenschaftlichen Beirats der Stiftung Orte der deutschen Demokratiegeschichte  berufen und ist seit 2024 dessen stellvertretender Vorsitzender. Seit Januar 2024 ist er Mitglied des Stiftungskuratoriums des Deutschen Tagebucharchivs in Emmendingen.
Historisch hat Rehm vor allem regionalgeschichtliche Themen Badens im 19. und 20. Jahrhundert bearbeitet, u. a. zur Badischen Revolution 1848/49, zum Fall Oskar Daubmann und zu Ludwig Marum. Er ist Mitglied der Kommission für geschichtliche Landeskunde in Baden-Württemberg.

## Veröffentlichungen (Auswahl)

### Monographien
- Die Katholische Kirche in der Erzdiözese Freiburg während der Revolution 1848/49 (= Forschungen zur oberrheinischen Landesgeschichte. Bd. 34). Freiburg/München 1987.

### Herausgeberschaften
- Archivrecht für die Praxis. Ein Handbuch. (Hrsg. zusammen mit Irmgard Christa Becker). München 2017.
- Alles was Recht ist. Archivische Fragen – juristische Antworten. 81. Deutscher Archivtag 2011 in Bremen. Tagungsdokumentation Bd. 16 (Mitherausgeber). Fulda 2012.
- Lebendige Erinnerungskultur für die Zukunft. 77. Deutschen Archivtag 2007 in Mannheim. Tagungsband (Mitherausgeber). Fulda 2008.
- Archiv und Öffentlichkeit. 76. Deutscher Archivtag 2006 in Essen. Tagungsband (Mitherausgeber). Fulda 2007.
- Historische Bildungsarbeit – Kompass für Archive? (Herausgeber) Tagungsband Südwestdeutscher Archivtag, Weingarten, Juni 2004, Stuttgart 2006.
- Baden 1848/49. Bewältigung und Nachwirkung einer Revolution. (Hrsg. mit Hans-Peter Becht und Kurt Hochstuhl). Oberrheinische Studien Bd. 20. Stuttgart 2002.

### Aufsätze
- „Gerechtigkeit“ als ein Leitmotiv für archivische Arbeit im demokratischen Staat am Beispiel des Landesarchivs Baden-Württemberg (mit Gerald Maier). In: Rainer Hering / Ole Fischer (Hrsg.), Historische Gerechtigkeit. Geschichts- und archivwissenschaftliche Perspektiven, Hamburg 2025, S. 365–380.
- Neutralität und Demokratie. Zur Verantwortung der Archive. In: Torsten Musial (Hrsg.) Archive als zeithistorische Akteure, 6. Berliner Archivtag 2023, Fulda 2024, S. 21–34.
- Die „Transformation der Wiedergutmachung“ und die Archive. Neue Perspektiven. In: Rainer Hering, Gerald Maier (Hg.), Deuten und streiten, suchen und finden: Neue Möglichkeiten der Kooperation zwischen Archiven und Geschichtswissenschaft beim Aufbau digitaler Infrastrukturen, Stuttgart 2023, S. 59–70.
- Landesdatenschutzgesetz Baden-Württemberg. Kommentar zu § 10, § 14. In: LDSG Baden-Württemberg. NomosKommentar. Alfred G. Debus (Hrsg.). Baden-Baden 2022, S. 175–193 und S. 216–222.
- Gedächtnis, Gewissen und neue Horizonte. Zur sich wandelnden Rolle der Archive in der demokratischen Gesellschaft. In: Erinnerungsarbeit. Zur Institutionsgeschichte der Universität der Künste Berlin, Heft 3, hg. von Universität der Künste Berlin, Berlin 2023, S. 26–33.
- Fristarchivgut und Kassationsmoratorien. Erinnerung für Betroffene im Archiv. In: Sabine Andresen / Johannes Kistenich-Zerfaß (Hrsg.), Archive und Aufarbeitung sexuellen Kindesmissbrauchs, Darmstadt 2020, S. 39–54.
- Das „Recht auf Erinnerung“. Zur Relevanz des Archivwesens im Zeitalter der EU-Datenschutzgrundverordnung. Tagungsband zum Deutschen Archivtag in Suhl 2019, Fulda 2021, S. 45–72
- Recht auf Erinnerung: Rechtssicherung durch Überlieferungsbildung. In: Archive im Rechtsstaat. Zwischen Rechtssicherung und Verrechtlichung, 51. Rheinischer Archivtag 6.–7. Juli 2017 in Essen. Archivhefte, Schriftenreihe des Landschaftsverbands Rheinland Bd. 49. Bonn 2018, S. 43–61.
- Geheim! Macht und Ohnmacht der Archive der demokratischen Gesellschaft. Zur gesetzlichen Absicherung archivischer Funktionen. In: Wissen – Macht – Meinung: Demokratie und Digitalisierung. Die 20. Hannah-Arendt-Tage 2017 Franziska Martinsen (Hrsg.). Weilerswist 2018, S. 41–58.
- Zugang zu Informationen in Archivgut. In: Informationszugangsrecht Baden-Württemberg. NomosKommentar. Alfred G. Debus (Hrsg.). Baden-Baden 2017, S. 135–165.
- Zur Zukunft der Archive von Protest-, Freiheits- und Emanzipationsbewegungen. Positionspapier des Verbands deutscher Archivarinnen und Archivare e. V. (Mitautor) Fulda 2016, 26 S. (auch in: Archivar (69) 2/2016, S. 179–186).
- Oskar Daubmann / Karl Ignaz Hummel. Schneider und Schwindler. 1898–1954. In: Lebensbilder aus Baden-Württemberg XXII. Gerhard Taddey und Rainer Brüning (Hrsg.). Stuttgart 2007, S. 487–520.
- Warum Marum – Mensch. Politiker. Opfer, (Herausgeber) Ausstellungskatalog, Karlsruhe 2006.
- Spielwiese oder Pflichtaufgabe? Archivische Öffentlichkeitsarbeit als Fachaufgabe. In: Der Archivar (51) 2/1998, Sp. 205–218.

## Nachweise
1. ↑  Inka Friesen: An den Schnittstellen zwischen Archiv und Gesellschaft: Dr. Clemens Rehm in den Ruhestand verabschiedet. In: Archivnachrichten. Nr. 67, 9. Oktober 2023, ISSN 2751-4366, S. 39–39, doi:10.53458/an.vi67.8002 (wlb-stuttgart.de [abgerufen am 3. März 2025]).
2. ↑  Christian Keitel, Gerald Maier (Hrsg.): An den Schnittstellen zwischen Archiv und Gesellschaft (= Werkhefte des Landesarchivs Baden-Württemberg). Jan Thorbecke Verlag, Ostfildern 2024, ISBN 978-3-7995-2080-5.
3. ↑  Wiedergutmachung und Kriegsfolgen - Bundesfinanzministerium - Themen. 29. Januar 2025, abgerufen am 3. März 2025.
4. ↑  Dr. Clemens Rehm in den Ruhestand verabschiedet.
5. ↑  Gremien. In: Stiftung Orte der deutschen Demokratiegeschichte. Abgerufen am 3. März 2025.
6. ↑  Stiftung – Deutsches Tagebucharchiv. Abgerufen am 9. März 2025.
7. ↑  Über uns – KgL. Abgerufen am 12. März 2025.

| Personendaten    | Personendaten                     |
| ---------------- | --------------------------------- |
| NAME             | Rehm, Clemens                     |
| KURZBESCHREIBUNG | deutscher Archivar und Historiker |
| GEBURTSDATUM     | Juni 1959                         |
| GEBURTSORT       | Münster                           |